# 新佳亨卡

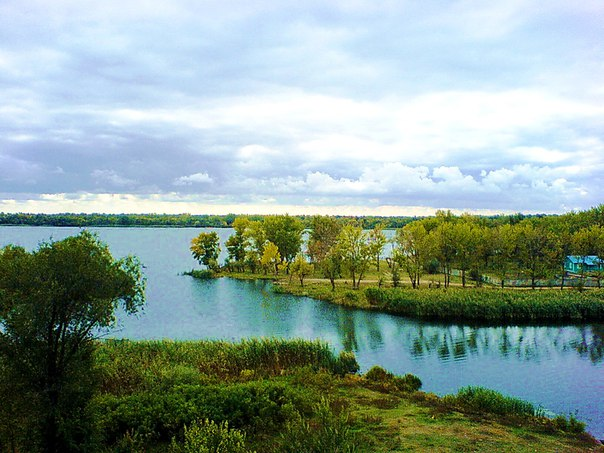
村庄附近的小岛

新佳亨卡（烏克蘭語：Новотягинка），是烏克蘭南部赫爾松州赫尔松区达尔伊夫卡市镇内的村落。始建於1863年，面積0.76平方公里，海拔高度40米，2001年人口692，人口密度每平方公里914.1人。